# ラクノスピラ科
ラクノスピラ科（Lachnospiraceae）は、様々な植物由来の多糖類を短鎖脂肪酸（酪酸、酢酸）及びエタノールに発酵させるクロストリジウム綱に属する嫌気性の芽胞形成の細菌の科である。これらの細菌は、ウシの第一胃 及びヒトの腸内細菌叢で最も豊富な細菌群の1つである。この科に属する菌は、酪酸を生産することによってヒトの結腸癌を防止する可能性がある。ラクノスピラ科は、無菌マウスに移殖することで糖尿病を引き起こすことがわかっている。